# Synagoge Heinsheim

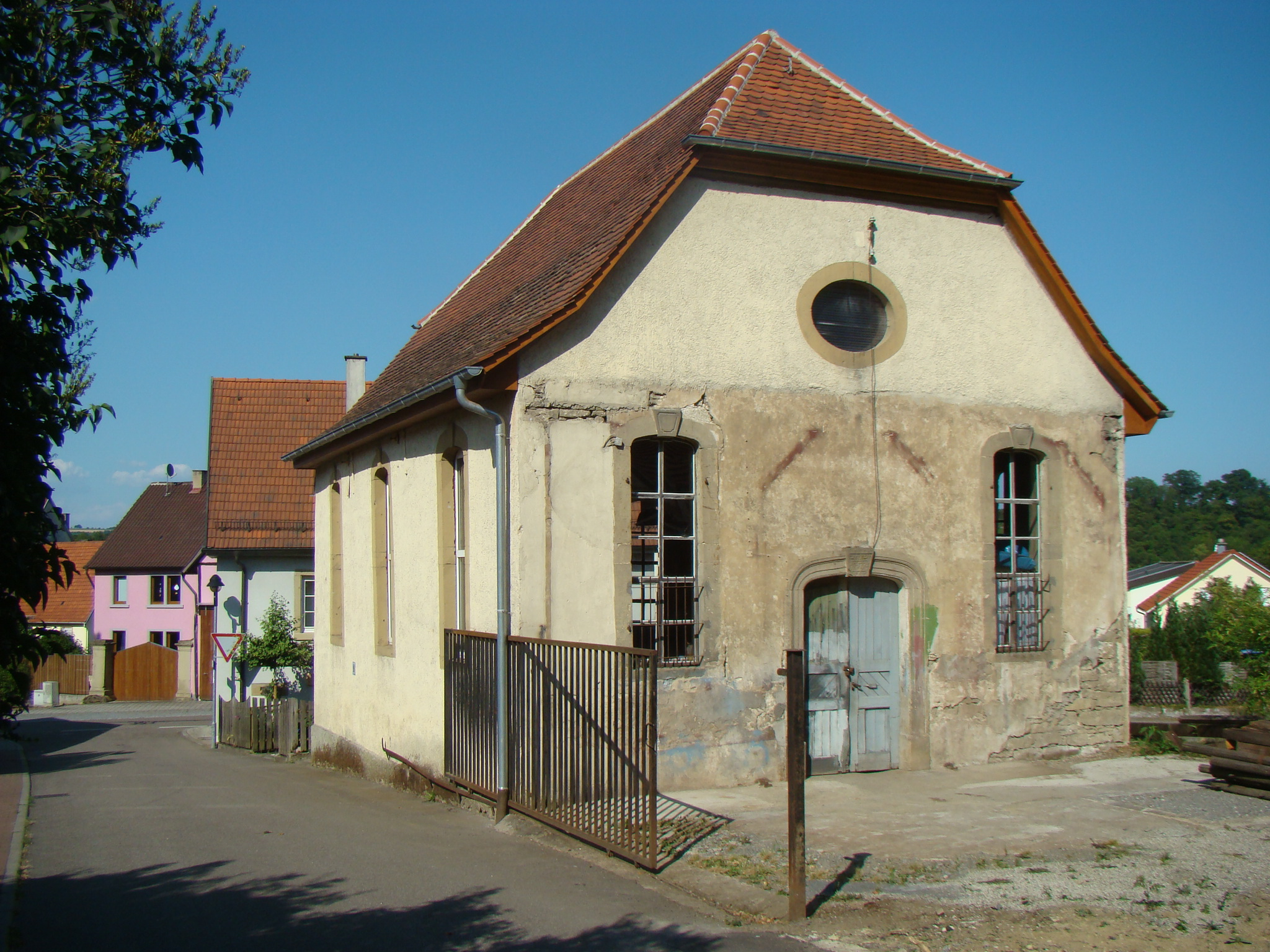
Ehemalige Synagoge in Heinsheim

Die Synagoge Heinsheim ist eine 1796 errichtete Synagoge in Heinsheim, einem Ortsteil von Bad Rappenau im Landkreis Heilbronn im nördlichen Baden-Württemberg. 1938 gab die jüdische Gemeinde die Nutzung als Synagoge auf und verkaufte das Gebäude an einen Landwirt. Zuletzt wurde das Haus als Schlosser-Werkstatt genutzt, 2013 konnte es der 2012 gegründete Freundeskreis Ehemalige Synagoge e. V. erwerben. Er will in der ehemaligen Synagoge einen „lebendigen Ort für Erinnerung, Dialog und Kultur“ einrichten.

## Geschichte
Die Ortsherrschaft in Heinsheim lag in der frühen Neuzeit zu zwei Dritteln bei niederadeligen Ortsherren und zu einem Drittel beim Deutschen Orden. Beide Ortsherrschaften siedelten ab dem 16. Jahrhundert Juden an. Die Jüdische Gemeinde Heinsheim hatte außerhalb des Ortes im Gewann Schlierbach einen großen jüdischen Friedhof, der später von bis zu 25 umliegenden jüdischen Gemeinden als Beisetzungsort verwendet wurde. In Heinsheim bestand wohl ab dem 16. Jahrhundert immer wieder eine Judenschule, so wurden die Synagogen oftmals genannt, die auch von den Juden aus Wimpfen besucht wurde, wohin enge Beziehungen bestanden.
Gemäß einer Vereinbarung von 1727 konnten beide Ortsherrschaften eigene Synagogen für ihre Juden einrichten. Vorerst blieb es jedoch bei einer gemeinsamen Synagoge im Haus des Mayer Joseph, in der auch für beide Ortsherrschaften gebetet wurde, bis im Jahr 1744 nach einem Streit innerhalb der Gemeinde und zwischen den Ortsherrschaften der unter dem Schutz des Deutschen Ordens stehende Mayer Wolf Levi in seinem Haus eine eigene Synagoge einrichtete. Die zum Deutschorden zählende Gemeinde war jedoch stets zu klein, um eigene Gottesdienste abzuhalten. Nach weiteren Streitereien wurde ab 1746 wieder eine gemeinsame Synagoge genutzt.

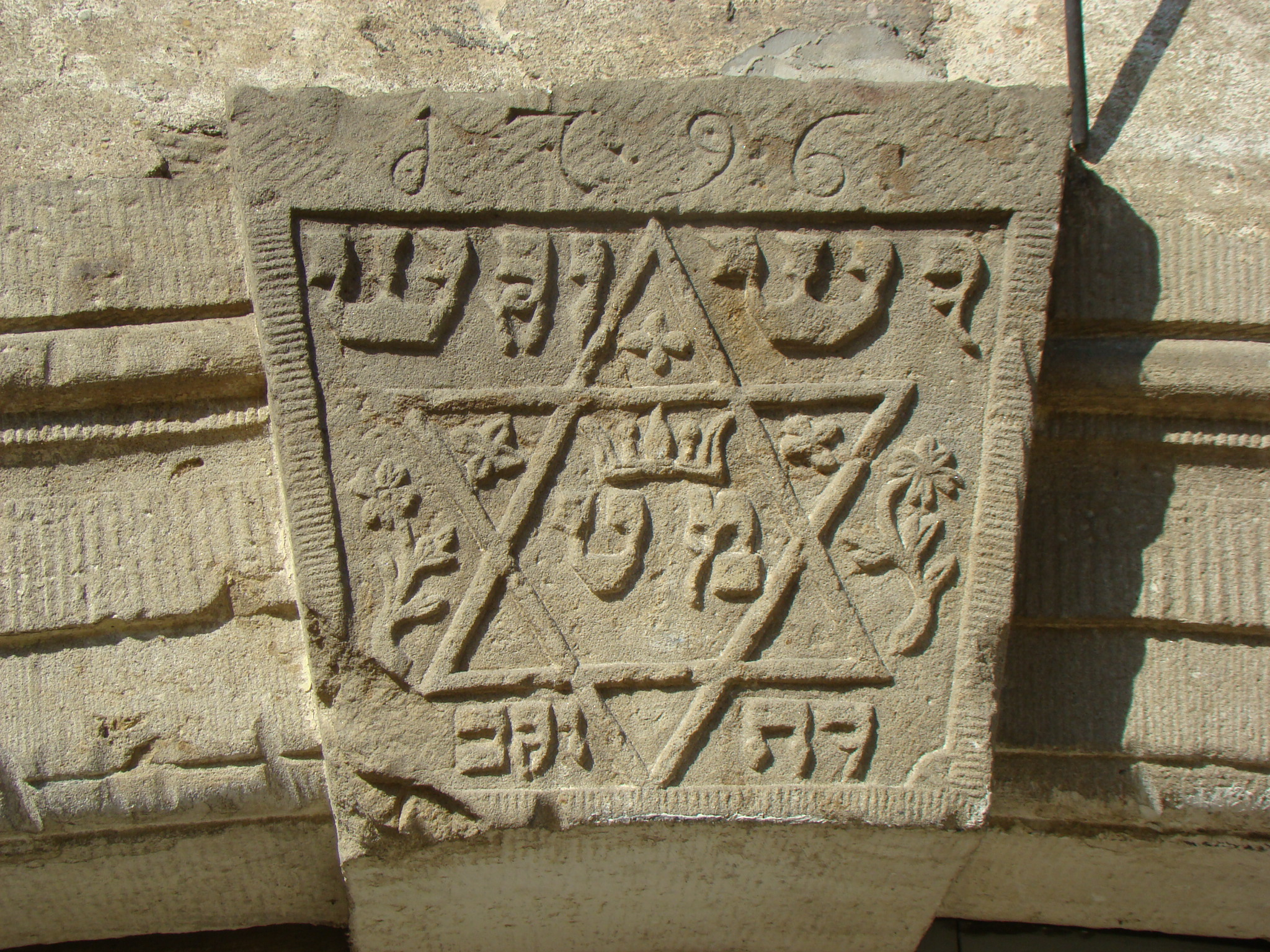
Hochzeitsstein als Schlussstein des Synagogenportals

In den 1790er Jahren erbat die jüdische Gemeinde, eine neue Synagoge und Vorsängerwohnung errichten zu dürfen. Die Freiherren von Racknitz boten daraufhin einen „freyherrlich Racknizischen condominal herrschaft zinsbaren garten Plaz“, also einen auf ihrem Grund gelegenen und abgabenpflichtigen Bauplatz nordöstlich des Schlosses an. Gegen den Synagogenbau gab es verschiedene Einwände. Die Nachbarn fühlten sich „vom täglichen Geplärr der Juden“ belästigt. Die ursprünglichen Planungen eines „tempelförmigen Baus“ mit abgerundetem Grundriss und Turm wurden abgelehnt, da man Juden nur als toleriert begriff und ihnen kein repräsentatives Bethaus zugestand. Der Deutsche Orden empfand die im Stile von Kirchenfenstern geplanten Fenster des zuletzt als schlichter rechteckiger Bau ausgeführten Bauwerks als zu groß und drängte auf den Einbau gewöhnlicher Hausfenster. Die hohen Fenster wurden letztlich wegen der benötigten Helligkeit auf der Frauenempore doch noch genehmigt. 1796 wurde die Synagoge schließlich errichtet.

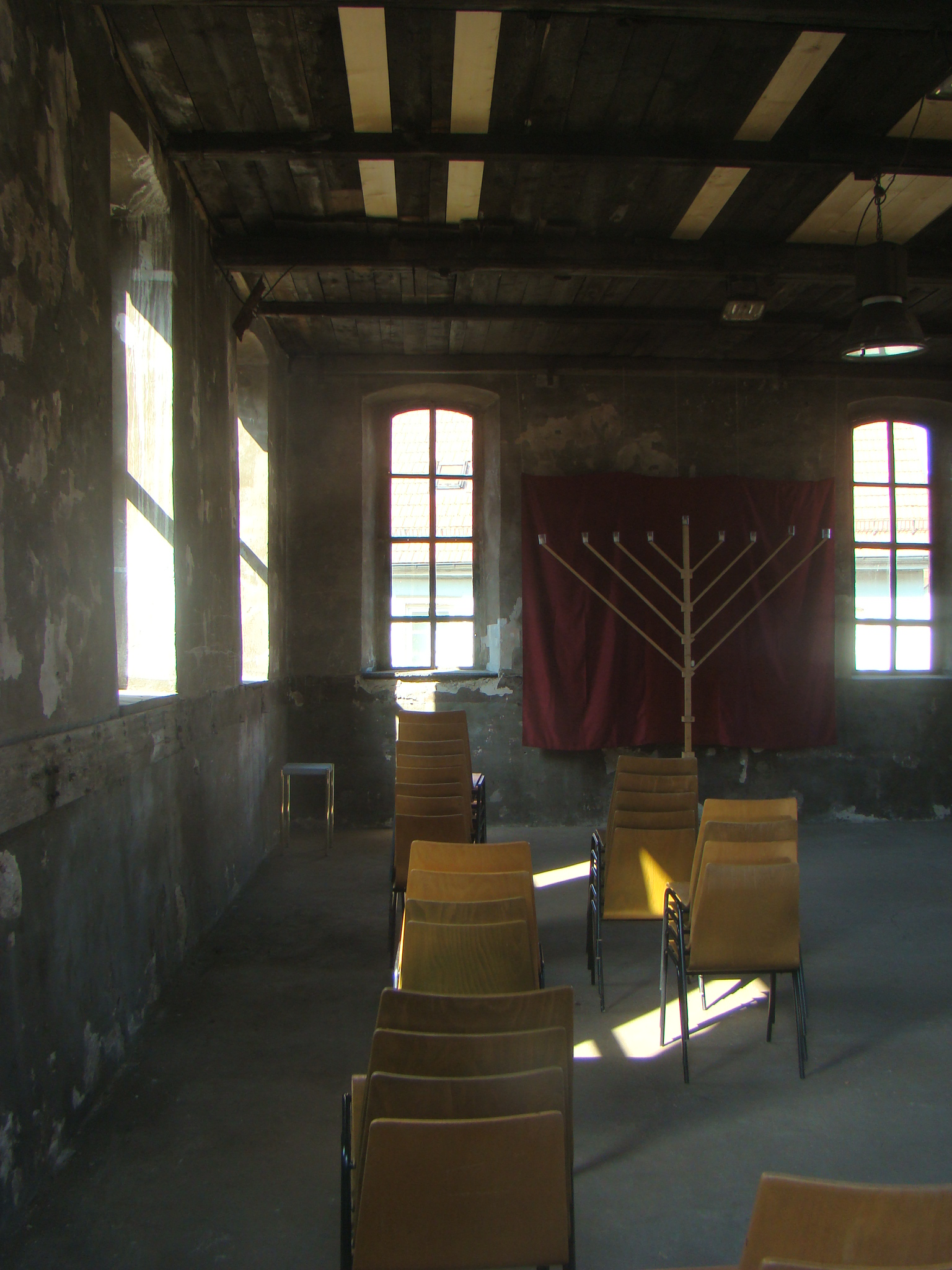
Blick ins Innere

Das Gebäude ist ein in leichter Hanglage nach Nordosten ausgerichteter, viereckiger Bau mit Krüppelwalmdach. An den Längsseiten befinden sich jeweils drei, an den Giebelseiten zwei hochgezogene Fenster. An jeder Giebelseite ist außerdem jeweils ein kleines ovales Fenster (Oculus). Der Eingang an der südwestlichen Giebelseite trägt einen Hochzeitsstein mit Davidstern, hebräischen Schriftzeichen und der Jahreszahl 1796 als Schlussstein. In den Bauakten ist vermerkt, dass die Synagoge nach dem Vorbild der größeren, 1770 erbauten Synagoge in Freudental erbaut wurde. Über die ehemalige Innenausstattung gibt es keine Aufzeichnungen. Der Toraschrein befand sich wohl an der Ostwand, in der Mitte des Gebäudes war ein Lesepult und mit Sicherheit gab es im hinteren Raumbereich eine Frauenempore, die über eine Treppe an der Außenwand zu erreichen war. Aus Baubefunden ist bekannt, dass die Synagoge ein von Holzsprengwerk verkleidetes Tonnengewölbe aus Stuck hatte.
Die jüdische Gemeinde zählte 1864 noch 110 Personen, nahm dann jedoch durch Ab- und Auswanderung stark ab, so dass es 1925 nur noch 21 Juden in Heinsheim gab. Als es zur Zeit des Nationalsozialismus zu einer weiteren verstärkten Abwanderung kam, löste sich die jüdische Gemeinde wegen Mitgliedermangels 1937 auf und verkaufte die Synagoge am 27. Januar 1938 an einen Heinsheimer Landwirt. Während der Novemberpogrome 1938 wurden die Wohnungen der fünf letzten in Heinsheim verbliebenen Juden von SA-Männern zerstört, die ehemalige Synagoge blieb jedoch unversehrt.
Am 22. Oktober 1940 wurden im Rahmen der Wagner-Bürckel-Aktion Moses Ottenheimer, seine Tochter Hedwig Freudenthaler und seine Enkelin Anna Freudenthaler ins Lager Gurs deportiert. Nur Anna Freudenthaler überlebte, da sie aus dem Lager befreit wurde. Nach dem Zweiten Weltkrieg wurde das Gebäude als Schlosserei der Firma Artur Semrau genutzt. Das einstmals vorhandene Stuckgewölbe wurde entfernt und eine flache Holzdecke eingezogen.
1987 gab es Pläne der Stadt Bad Rappenau zur Sanierung des Gebäudes. 1991 erwarb die Stadt die Synagoge, allerdings fand die geplante Sanierung nicht statt, anstelle dessen kam das Gebäude im Jahr 2003 an den früheren Eigentümer zurück und wird weiterhin als Werkstatt genutzt.
Im Jahr 2005 wurden im Dachbereich Überreste einer Genisa mit historischen Papieren und Textilien aus dem 18. Jahrhundert gefunden.
Im Juli 2012 gründete sich ein Verein zur Rettung der ehemaligen Synagoge unter Leitung von Yvonne von Racknitz. Der Verein wollte das Gebäude erwerben und sanieren. Im August 2012 wurde das Gebäude dann jedoch an einen anderen Interessenten verkauft. 2013 schließlich konnte der Verein das Gebäude vom neuen Besitzer erwerben.